# Santiago Yaveo (kommun)
Santiago Yaveo är en kommun i Mexiko.   Den ligger i delstaten Oaxaca, i den sydöstra delen av landet, 400 km sydost om huvudstaden Mexico City.
Följande samhällen finns i Santiago Yaveo:
- La Trinidad
- Santiago Yaveo
- Zapotitancillo de Juárez
- Santa María Yaveo
- Santa Cecilia
- Campo Nuevo